# Otto Lessing
Pour les articles homonymes, voir Lessing.
Otto Lessing, né le 24 février 1846 à Düsseldorf et mort le 22 novembre 1912 à Berlin, est un sculpteur allemand de l'école de Berlin.

## Biographie
Otto Lessing est le fils du peintre Carl Friedrich Lessing, le frère du peintre Konrad Lessing (de) et le petit neveu du poète et dramaturge Gotthold Ephraïm Lessing. Il commence ses études auprès de son père, puis apprend la sculpture à l'atelier de Carl Steinhäuser à l'académie des arts de Carlsruhe (1863-1865), puis auprès d'Albert Wolff à Berlin (1865-1868). Il retourne ensuite à Carlsruhe, où il travaille chez Steinhäuser, jusqu'en 1872.
Le jeune sculpteur encore inconnu s'installe à Berlin à l'automne 1872, capitale en pleine transformation depuis la fondation de l'Empire allemand. Son beau-père, le peintre Hans Fredrik Gude, y achète une maison dans le quartier de Tiergarten en 1880. Les deux artistes y partagent un atelier dans le jardin. La notoriété va s'emparer peu à peu du sculpteur. Il fait partie de la prestigieuse Union des architectes de Berlin à partir de 1890. Il est appelé à collaborer aux façades de bâtiments officiels, pour les bas-reliefs ou les statues, comme au Reichstag, au château de Berlin ou au Berliner Dom. Il décore aussi de ses œuvres les riches hôtels particuliers ou villas nouvellement construits par la bourgeoisie. C'est alors un sculpteur renommé.
Il est aussi l'auteur de nombreuses statues à Berlin et ailleurs. Il sculpte ainsi entre 1886 et 1890 une statue, toujours visible aujourd'hui, de son grand-oncle. Elle se trouve au Großer Tiergarten. Il reçoit pendant la cérémonie d'inauguration du monument le titre de professeur, le 14 octobre 1890. Il donne des cours à l'école des arts décoratifs dépendant du musée des arts décoratifs de Berlin.
Lessing déménage en 1894 dans une grande villa de Grunewald, où il se fait installer un atelier colossal. Il est nommé sénateur de l'académie des arts de Berlin et reçoit en 1911 l'ordre prussien « Pour le Mérite ».

## Quelques œuvres

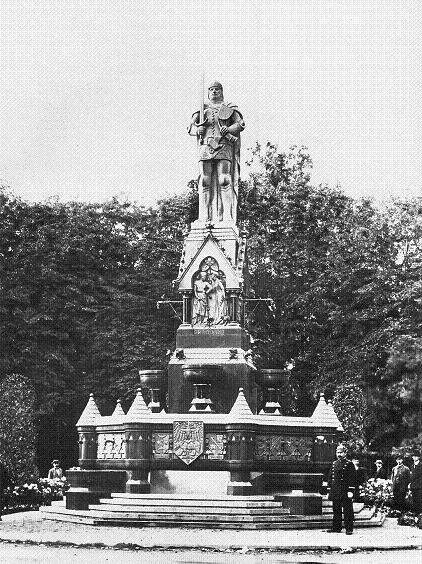
La fontaine de Roland

- Décor du Gewandhaus de Leipzig, 1884
- Sculptures sur le Werderhaus Berlin (disparu), 1888
- Statue de Lessing, Tiergarten de Berlin, 1890
- Bacchante avec Amour, marbre, 1893
- Buste de Ludwig Knaus, 1894
- Monument dédié à Albert-Achille de Brandebourg à l'allée de la Victoire du Tiergarten de Berlin, 1900 (disparu)
- Fontaine de Roland (de) de la Kemperplatz de Berlin, 1902-1903 (disparue)
- Fontaine d'Hercule (de) de la Lützowplatz de Berlin, 1902-1903 (disparue)
- Statue de Shakespeare à Weimar, 1903-1904
- Statue de Luther, église Saint-Michel (Hambourg), 1912